# Hanstedt (Wildeshausen)
Hanstedt ist ein Ortsteil der Stadt Wildeshausen im niedersächsischen Landkreis Oldenburg.

## Geographie
Die 46 Einwohner zählende Bauerschaft der sogenannten Landgemeinde Wildeshausen liegt ca. 7 km südlich des Wildeshauser Stadtzentrums an der Landesstraße 882, die von Wildeshausen nach Goldenstedt führt.
Hanstedt grenzt nach Norden und Osten an die Wildeshauser Bauerschaften Kleinenkneten und Aldrup, nach Süden an die Goldenstedter Bauerschaft Ellenstedt und nach Westen an die Visbeker Bauerschaften Bonrechtern und Rechterfeld.
Der südlich von Rechterfeld entspringende Denghauser Mühlbach passiert Hanstedt am nördlichen Rand und schwenkt dann auf Süd und bildet die Grenze zwischen Hanstedt und Aldrup.

## Sehenswert
- Hofanlage Hanstedt 4 mit dem ehemaligen Wohn- und Wirtschaftsgebäude von 1777 und dem Speicher aus der 2. Hälfte des 18. Jh.